# IRCnet
IRCnet est un des plus grands réseaux IRC, le plus petit du quartet de tête et sert approximativement 100 000 utilisateurs.
Une des particularités du réseau IRCNet est de ne pas offrir de service de type ChanServ ou NickServ (permettant entre autres de réserver des canaux et pseudonymes). Cette approche met en avant la responsabilité des utilisateurs et leur aptitude à gérer eux-mêmes d'éventuels conflits.

## Histoire
IRCnet fut créé en Europe pour se séparer d'EFnet après un désaccord de politique en juillet 1996 concernant la quantité de pouvoir que les opérateurs devaient avoir. IRCnet fut basé sur des droits et des devoirs précis pour les opérateurs du système. Ce point de vue n'était pas partagé par les serveurs américains d'EFnet. L'idée avait cheminé pendant un certain temps au moment où une passerelle importante qui était le lien principal entre l'Europe et l'Amérique se déconnecta sans avertissement. Ceci eut pour conséquence l'indépendance d'un groupe d'administrateurs européens. Tous les serveurs d'EFnet européens rejoignirent alors IRCnet. Plus tard, ils furent rejoints par les serveurs d'EFnet d'Australie et du Japon.
Le nouveau réseau contenait le premier serveur IRC au monde (tolsun.oulu.fi), ils décidèrent donc de le nommer IRCnet en remplacement de EFnet européen (IRCnet était alors un nom générique pour appeler un réseau IRC).